# 힐라스

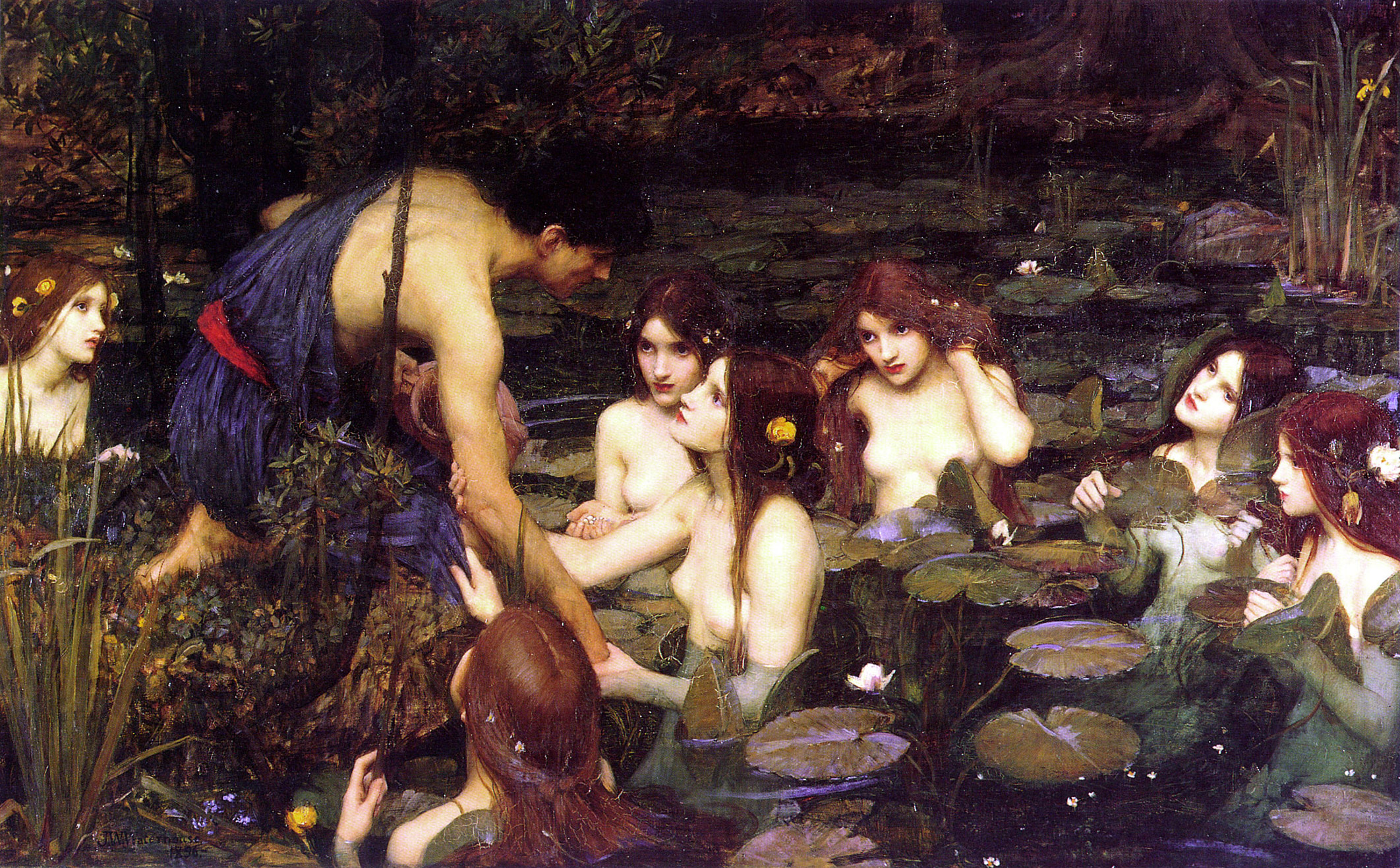
존 윌리엄 워터하우스가 그린 '힐라스와 님프'(1896).

힐라스(Hylas)는 헤라클레스의 절친한 동료 혹은 시동으로 아르고나우타이의 일원이었으나, 도중에 들른 미시아 섬에서 물을 길으러 샘을 찾다가 그의 미모에 반한 샘의 님프들에게 납치되고 만다. 이 일로 크게 상심한 헤라클레스는 힐라스를 찾기 위해 아르고 호 원정대에서 중도 하차하게 된다.

## 같이 보기
- 이올라오스